# 콩팥 혈류량
신장 생리학에서 콩팥 혈류량(renal blood flow, RBF, 신장 혈류량)은 단위 시간당 신장에 공급되는 혈액량이다. 인간의 경우 신장은 총 심장 출력량의 약 25%를 받으며, 이는 70kg 성인 남성의 경우 1.2~1.3L/분에 해당한다. 약 94%가 피질(cortex)로 전달된다. RBF는 단위 시간당 신장에 공급되는 혈장량인 콩팥 혈장 유량(renal plasma flow, RPF, 신장혈장유량)과 밀접한 관련이 있다.

## 콩팥 혈장 유량
콩팥 혈장 유량(renal plasma flow, RPF, 신장혈장유량)

## 같이 보기
- 사구체 여과율